# エルヴァストン (イリノイ州)
エルヴァストン（Elvaston）は、アメリカ合衆国のイリノイ州ハンコック郡にある村である。

## 地理
イリノイ州の西に位置する。面積207ha、2000年の調査で人口は152人。